# Thermonotus nigripennis
Thermonotus nigripennis är en skalbaggsart som beskrevs av Conrad Ritsema 1896. Thermonotus nigripennis ingår i släktet Thermonotus och familjen långhorningar.
Artens utbredningsområde är:
- Brunei.
- Filippinerna.

Inga underarter finns listade i Catalogue of Life.